# Wojskowe Służby Informacyjne

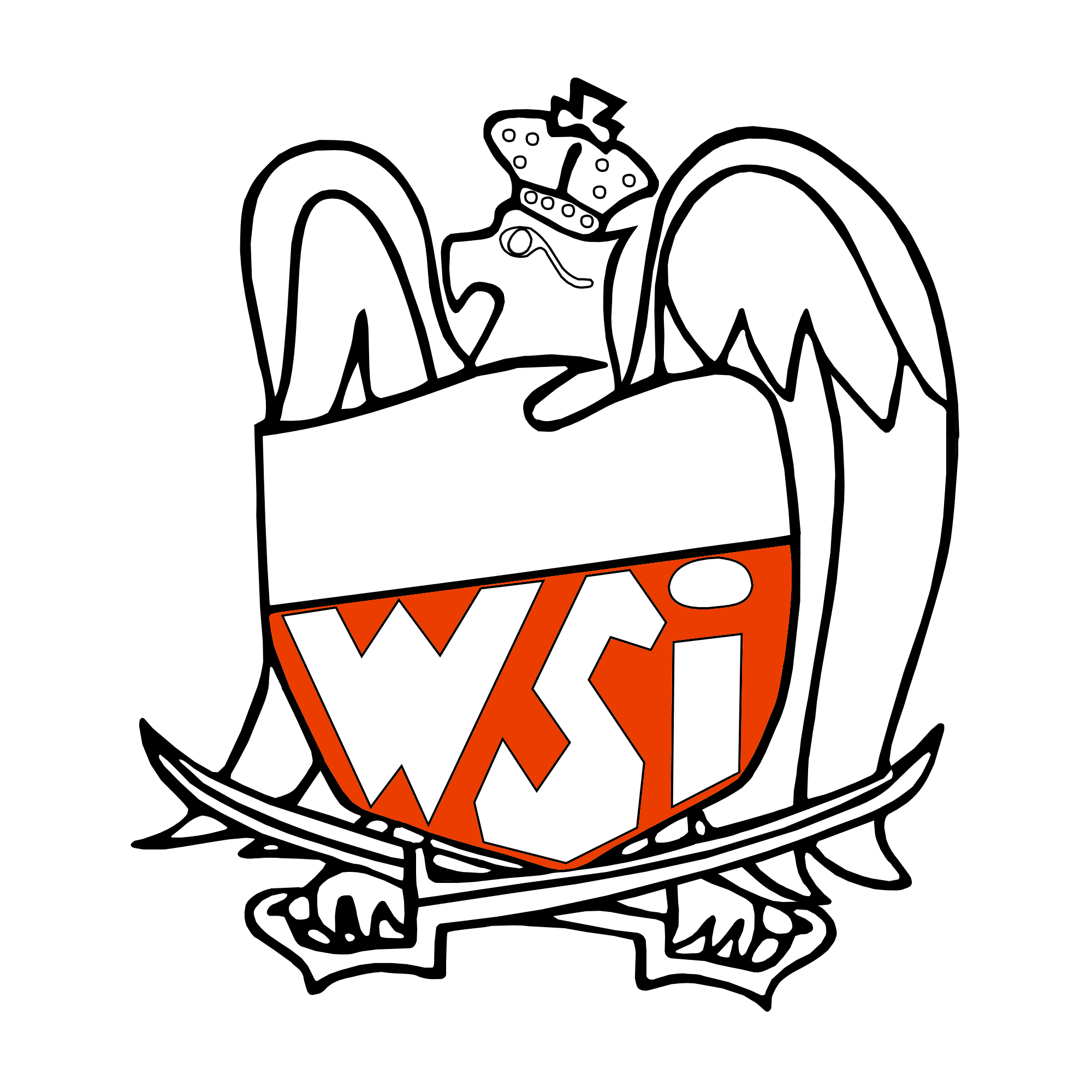
Logo WSI

Wojskowe Służby Informacyjne (WSI), Inspektorat Wojskowych Służb Informacyjnych wraz z podległymi jednostkami organizacyjnymi resortu obrony narodowej – istniejąca w latach 1991–2006 polska służba specjalna realizująca w szczególności zadania w zakresie wywiadu wojskowego oraz kontrwywiadu wojskowego podległa Ministrowi Obrony Narodowej, działająca na rzecz Sił Zbrojnych RP.

## Reorganizacja wojskowych służb specjalnych po 1989

### Likwidacja WSW
Podczas zmian politycznych w Polsce z 1989 postanowiono także zreorganizować cywilne i wojskowe służby specjalne, czyli działającą od 1957 służbę odpowiedzialną m.in. za kontrwywiad wojskowy – Wojskową Służbę Wewnętrzną – oraz służbę wywiadu wojskowego działającą od 1951 pod nazwą Zarządu II Sztabu Generalnego WP.
Pierwszą wielką reorganizację wojskowych służb specjalnych podjęto 27 lipca 1990, częściowo wzorując się na przykładzie przedwojennej organizacji wojskowych służb specjalnych II RP, włączając część dotychczasowej WSW do Zarządu II Sztabu Generalnego WP. Nazwę zmieniono na Zarząd II Wywiadu i Kontrwywiadu Sztabu Generalnego WP. Struktury likwidowanej WSW podzielono na dwie części. Zarząd I, III i IV Szefostwa WSW zajmujące się kontrwywiadem wojskowym weszły w skład Zarządu II Wywiadu i Kontrwywiadu SG WP. Druga część, tj. Zarząd II Szefostwa WSW z jego terenowymi komórkami organizacyjnymi, które były odpowiedzialne za pracę prewencyjno-dochodzeniową, utworzyły Żandarmerię Wojskową. Stan osobowy wojskowych służb specjalnych w toku tej reorganizacji zredukowano o ok. 40%.
Zarządem II Wywiadu i Kontrwywiadu Sztabu Generalnego Wojska Polskiego kierował gen. Stanisław Żak, a jego zastępcą był płk Henryk Michalski; pionem kontrwywiadu wojskowego kierował płk Lucjan Jaworski.

### Powołanie Inspektoratu WSI
Organizacja Zarządu II Wywiadu i Kontrwywiadu SG WP funkcjonowała do 22 lipca 1991, kiedy to powołano Wojskowe Służby Informacyjne (WSI) już niewchodzące w skład Sztabu Generalnego WP.
Od momentu powstania do sierpnia 2003 WSI działały na podstawie znowelizowanej Ustawy o powszechnym obowiązku obrony Rzeczypospolitej Polskiej z 21 listopada 1967, której art. 15 stanowił:

Wojskowe Służby Informacyjne wykonują zadania związane z rozpoznawaniem i przeciwdziałaniem zagrożeniom godzącym w obronność Państwa oraz naruszeniom tajemnicy państwowej w zakresie obronności, jak również przygotowują dla organów państwowych informacje i analizy istotne dla obronności Państwa

Funkcjonowanie WSI regulowały także: decyzja Ministra ON z dnia 22 sierpnia 1991, art. 2 Ustawy o Urzędzie Ochrony Państwa stwierdzający, że analogiczne zadania realizują „służby wywiadu i kontrwywiadu” podległe Ministrowi ON, ustawa o ochronie informacji niejawnych z dnia 22 stycznia 1999, która mówiła o WSI jako o jednej ze służb ochrony państwa oraz odpowiednich przepisów ustawy o powołaniu Agencji Wywiadu i Agencji Bezpieczeństwa Wewnętrznego.
Konkretne uregulowania prawne zostały zawarte dopiero w uchwalonej 9 lipca 2003 Ustawie o Wojskowych Służbach Informacyjnych. Według tej ustawy obowiązującej od 23 sierpnia 2003 roku do momentu likwidacji do zadań WSI należało:
1. prowadzenie wywiadu o charakterze operacyjno-taktycznym, który wzmacnia rozpoznanie wojskowe (Generalny Zarząd Rozpoznania Wojskowego P-2 Sztabu Generalnego WP), m.in. dostarczając informacji dotyczących planowania obronnego, organizacji, uzbrojenia i techniki wojskowej obcych armii;
2. realizowanie zadań kontrwywiadowczych służących obronie państwa w sferze obronności oraz gwarantujących bezpieczeństwo w wymianie informacji niejawnych w międzynarodowych kontaktach wojskowych.

### Usytuowanie strukturalne
Od utworzenia w 1991 do 1994 Wojskowe Służby Informacyjne podlegały bezpośrednio Ministrowi ON i były usytuowane w strukturze Ministerstwa Obrony Narodowej jako Inspektorat Wojskowych Służb Informacyjnych. W lutym 1994 zostało powołane Biuro Ministra Obrony Narodowej do Spraw Służb Informacyjnych, a WSI do 1996 podporządkowano Szefowi Sztabu Generalnego WP. Z tą decyzją jest powiązana działalność prezydenta Wałęsy i tzw. Obiad drawski. Pod koniec 1995 (po przegranych przez Wałęsę wyborach prezydenckich), WSI ponownie powróciły pod kontrolę cywilną Ministra ON, pozostało tak aż do likwidacji WSI.
Zadania wywiadu i kontrwywiadu wojskowego PRL skupiały się głównie na działaniach przeciwko krajom NATO, co wywodziło się z przynależności Sił Zbrojnych PRL do Układu Warszawskiego. Po zmianach ustrojowych zadania służb wywiadu i kontrwywiadu wojskowego, a zwłaszcza kierunek ich wykonywania, uległy modyfikacji.

### Uprawnienia i zadania
Wojskowe Służby Informacyjne posiadały uprawnienia do prowadzenia niejawnych czynności operacyjno-rozpoznawczych (metody i środki pracy operacyjnej) i analityczno-informacyjnych. Nie wyposażono ich jednak w prawo wykonywania czynności procesowych (uprawnienia śledcze):
1. rozpoznanie, zapobieganie i zwalczanie zagrożeń godzących w obronność, niepodległość, niepodzielność terytorium i nienaruszalności granic Rzeczypospolitej Polskiej oraz bezpieczeństwo Sił Zbrojnych RP;
2. dostarczanie Siłom Zbrojnym RP informacji niezbędnych do planowania obronnego, rozpoznania wojskowego i ochrony ich bezpieczeństwa;
3. zapobieganie i wykrywanie przestępstw przeciwko pokojowi, ludzkości oraz przestępstw wojennych, przestępstw przeciwko RP (szpiegostwo) oraz obronności;
4. przygotowywanie ocen dla najwyższych władz państwowych;
5. ochrona informacji niejawnych dotyczących obronności i wykonywanie funkcji krajowej władzy bezpieczeństwa w zakresie ochrony tych informacji, Służby Ochrony Państwa.

WSI także zabezpieczały działanie polskich kontyngentów wojskowych.
Ujawniono kilka przypadków szpiegostwa w tej służbie specjalnej, skazano kilku żołnierzy – agentów wywiadu. Zarząd Kontrwywiadu UOP ujawnił szpiegostwo żołnierzy WSI na rzecz Federacji Rosyjskiej, zostali skazani na ok. 5 lat więzienia. Pokazuje to brak należytej kontroli własnych żołnierzy przez WSI. Przez cały okres funkcjonowania WSI ta instytucja nie złapała żadnego szpiega FR.

## Szefostwo i organizacja WSI

### Szefostwo
Do wykonania zadań postawionych przed WSI, zarówno na terenie kraju, jak i poza jego granicami, służyły niżej wyszczególnione piony organizacyjne Inspektoratu WSI MON, stanowiącego centralę wojskowego wywiadu i kontrwywiadu, które początkowo składały się z:
- szefa:
  - kadm. Czesław Wawrzyniak (30 września 1991 – luty 1992)
  - gen. bryg. Marian Sobolewski (2 kwietnia 1992 – 1 lipca 1992)
  - gen. bryg. Bolesław Izydorczyk (1 lipca 1992 – 23 lutego 1994)
  - gen. bryg. Konstanty Malejczyk (23 lutego 1994 – 26 marca 1996)
  - kadm. Kazimierz Głowacki (26 marca 1996 – 21 grudnia 1997)
  - gen. bryg. Tadeusz Rusak (21 grudnia 1997 – 25 października 2001)
  - gen. bryg. Marek Dukaczewski (6 listopada 2001 – 4 listopada 2004)
  - cz.p.o. gen. bryg. Janusz Bojarski (5 listopada 2004 – 6 grudnia 2004)
  - gen. bryg. Marek Dukaczewski (6 grudnia 2004 – 14 grudnia 2005)
  - gen. bryg. Janusz Bojarski (14 grudnia 2005 – 1 stycznia 2006)
  - p.o. gen. bryg. Jan Żukowski (1 stycznia 2006 – 30 września 2006)
- zastępcami szefa WSI było wielu oficerów WSI, m.in. płk Jan Żukowski,
- z-cy ds. operacyjnych: m.in.: płk Stefan Bosek, płk Kazimierz Mochol, płk Cezary Lipert, płk Roman Oziębała, płk Marek Kwasek,
- z-ca ds. informacji i kontaktów międzynarodowych: dr inż. Mariusz Marczewski (cywil)
- z-cy ds. wywiadu: m.in.: płk Krzysztof Łada.

### Organizacja WSI
- Zarząd Kontrwywiadu: powstał na bazie pionu kontrwywiadu byłej WSW (Zarząd I WSW), kierowali nim m.in.: płk Aleksander Lichocki 1988-1991(WSW/WSI), płk Lucjan Jaworski 1991-1993, kmdr Kazimierz Głowacki 1993-1996, płk Roman Januchta 1996, płk Marek Mackiewicz 1997, płk Kazimierz Mochol 1997-1998
- Zarząd Wywiadu Operacyjnego: utworzony na bazie byłego Zarządu II SG WP; kierowali nim m.in.: płk Konstanty Malejczyk 1992-1994, płk Cezary Lipert 1994-97.
- Biuro Studiów i Analiz: kierowane m.in. przez: płk. Stanisława Woźniaka, płk. Zenona Bilewicza 1999-2002, podczas reorganizacji służb cywilnych część BSiA włączono do Agencji Wywiadu.
- Biuro Ataszatów Wojskowych: a w nim:
  - Oddział Ataszatów Polskich: nadzór nad ich rolą poza rezydenturami wywiadu wojskowego
  - Oddział Ataszatów Obcych
- Biuro Zabezpieczenia Technicznego: technika operacyjna, obserwacja
- Biuro Bezpieczeństwa Wewnętrznego: kontrola wewnętrzna, kierownikami Biura byli m.in.: płk Andrzej Ziętkiewicz, płk Jan Żukowski, płk Marek Kwasek, płk Jan M. Oczkowski 2001-04
- Ośrodek Szkolenia Wojskowych Służb Informacyjnych: szkolenie w rzemiośle wywiadu i kontrwywiadu wojskowego oraz wewnętrznego bezpieczeństwa wojskowego
- Biuro Bieżącej Obsługi Finansowo-Technicznej: zabezpieczenie finansowo-logistyczne

Całość kadry Wojskowych Służb Informacyjnych tworzyła korpus osobowy kadry zawodowej Wojskowych Służb Informacyjnych. Święto WSI obchodziło 25 października. W oznaczeniu numeracyjnym jednostek wojskowych WSI posiadało oznaczenie Jednostka Wojskowa numer 3362 (JW 3362).

### Struktura organizacyjna z 2003
Według ustawy z 2003 roku nową strukturę organizacyjną WSI tworzyły:
- Zarząd Wywiadu
- Zarząd Kontrwywiadu
- Stołeczny Oddział Kontrwywiadu Wojskowego (w 2004 przeformowany w Stołeczne Szefostwo Wojskowych Służb Informacyjnych)
- Zarząd Studiów i Analiz
- Biuro Ataszatów Wojskowych
- Zarząd Ochrony Informacji Niejawnych
- Zarząd Dowódczo-Sztabowy
- Zarząd Zabezpieczenia
- Ośrodek Szkolenia Wojskowych Służb Informacyjnych

Obok scentralizowanych zarządów i biur WSI na obszarze kraju i nie tylko działały jego terenowe i specjalistyczne jednostki organizacyjne w postaci ekspozytur i inspektoratów WSI.

## Likwidacja WSI

### Pakt stabilizacyjny i raport Macierewicza
Propozycja likwidacji WSI była zawarta w tzw. pakcie stablizacyjnym, porozumieniu podpisanym w lutym 2006 przez Jarosława Kaczyńskiego (PiS), Romana Giertycha (LPR) i Andrzeja Leppera (Samoobrona) w celu umożliwienia działania mniejszościowego rządu Kazimierza Marcinkiewicza. W 2006 Sejm podjął decyzję o likwidacji WSI (za było 375 posłów, przeciw 48). W miejsce WSI powołano SKW i SWW. Likwidatorem WSI został Antoni Macierewicz, nominowany także na stanowisko wiceministra Obrony Narodowej. Zostały one ostatecznie zlikwidowane 30 września 2006.
Wynikiem prac Komisji Weryfikacyjnej był tzw. „Raport o działaniach żołnierzy i pracowników WSI oraz wojskowych jednostek organizacyjnych realizujących zadania w zakresie wywiadu i kontrwywiadu wojskowego przed wejściem w życie ustawy z dnia 9 lipca 2003 r. o Wojskowych Służbach Informacyjnych wykraczających poza sprawy obronności państwa i bezpieczeństwa Sił Zbrojnych Rzeczypospolitej Polskiej” z 16 lutego 2007, dokumentujący pozaprawne działania tych służb. Wraz z publikacją raportu do prokuratury zostało skierowane kilkanaście doniesień o popełnieniu przestępstwa. Informacje o tym trafiały do gazet i innych mediów jeszcze przed odtajnieniem i opublikowaniem raportu.
Raport wymieniał m.in. następujące zarzuty względem WSI:
- nielegalne źródła finansowania (przemyt sprzętu elektronicznego, przejmowanie majątków zmarłych Polaków za granicą, sprzedaż broni terrorystom arabskim oraz afera FOZZ),
- penetracja rosyjska (kadry zdominowane przez osoby szkolone w radzieckich akademiach KGB i GRU),
- zaniechania kontrwywiadowcze względem radzieckich, a później rosyjskich służb specjalnych (libacje z udziałem agentów KGB, tolerowanie szpiegostwa oraz działań agenturalnych spółek polsko-rosyjskich),
- współpraca z byłymi funkcjonariuszami Służby Bezpieczeństwa (obejmująca m.in. nielegalny handel bronią, rozbudowę sieci agencji towarzyskich i przedsiębiorstw ochroniarskich, gromadzenie kompromitujących informacji umożliwiających szantażowanie biznesmenów, polityków i prawników),
- inwigilacja środowisk politycznych (rozbijanie partii politycznych pozostających w latach 90. w opozycji do ugrupowań postkomunistycznych, inwigilacja partii politycznych, organizacji społecznych i mediów),
- wpływ na kształtowanie opinii publicznej (umieszczenie 58 agentów i tajnych współpracowników w kierownictwie TVP, dążenie do przejęcia kontroli nad stacjami lokalnymi, wpływ na dziennikarzy zajmujących się przetargami),
- nielegalny handel bronią (sprzedaż broni terrorystom z Jemenu, przemyt broni dla grup mafijnych w Estonii, załatwianie za łapówki pozwoleń na sprzedaż broni, pranie brudnych pieniędzy pochodzących z handlu bronią i narkotykami),
- ingerencja w rynek paliwowo-energetyczny (udział w „mafii paliwowej”, wprowadzanie agentów do spółek petrochemicznych, zaniechania wobec planów przejęcia polskiego przemysłu petrochemicznego przez spółki rosyjskie).

Faktyczna likwidacja trwała około pół roku: od 30 września 2006 do 16 lutego 2007.
Według opinii posła PO, Konstantego Miodowicza, wielu funkcjonariuszy NATO było zaniepokojonych ujawnianiem żołnierzy WSI w związku „z osłabieniem potencjałów wywiadowczych naszego kraju, ale i sojuszu atlantyckiego”.

### Sprawa rakiet przeciwlotniczych Roland i rzekomej broni chemicznej
Według Życia Warszawy to właśnie Zarząd Wywiadu WSI odpowiadał za wywołanie skandalu międzynarodowego w wyniku doniesień o odnalezieniu w Iraku przez polskie służby francusko-niemieckich rakiet obrony przeciwlotniczej Roland, wyprodukowanych rzekomo w 2003 i objętych embargiem, oraz rzekomej broni chemicznej, które to doniesienia zostały potem zdementowane.
Dowództwo WSI twierdziło, że WSI nie wiedziały od początku o tym znalezisku, zaś wypowiedzi gen. bryg. Dukaczewskiego były od początku ostrożne. Według PAP jeden z byłych generałów armii irackiej podał, że rakiety Roland mogły bywać kupowane, dziennikarze jednak nie podali na to żadnych dowodów.

### Komisja Weryfikacyjna i Komisja Likwidacyjna
W Komisji Weryfikacyjnej zasiadały 24 osoby:
- 12 z nominacji Prezydenta RP (na mocy postanowienia z 21 lipca 2006 r. nr 113-34-06 o powołaniu członków Komisji Weryfikacyjnej): Roman Kroner, Antoni Macierewicz – przewodniczący, Beata Modrzejewska, Bogusław Nizieński, Marek Opioła, Jacek Przybysz, Marcin Rosołowski, Tadeusz Rutkowski, Leszek Sykulski, Tomasz Szatkowski, Krzysztof Szwagrzyk, Mariusz Ziaja;
- 12 z nominacji Prezesa Rady Ministrów (zarządzenie nr 114 Prezesa Rady Ministrów z dnia 21 lipca 2006 r. o powołaniu członków Komisji Weryfikacyjnej): Piotr Bączek, Martin Bożek, major Artur Wiercioch, Wojciech Frazik, Artur Górecki, Maciej Korkuć, Jarosław Karwowski, Mariusz Marasek, Leszek Pietrzak, Henryk Szulejewski, Adam Taracha, Józef Wierzbowski.

W 2007 doszło do zmiany części składu Komisji Weryfikacyjnej:
- zgodnie z postanowieniem Prezydenta RP z 9 listopada 2007 nr 131-46-07 i z 15 listopada nr 131-52-07 w skład Komisji Weryfikacyjnej wchodzili: Joanna Celińska, Aneta Gontarczyk, Marcin Gugulski, Krzysztof Łączyński, Beata Modrzejewska, Bogusław Nizieński, Jan Olszewski – przewodniczący, Jacek Przybysz, Artur Rojek, Marcin Rosołowski, Tomasz Szatkowski, Marek Utracki;
- zgodnie z zarządzeniem nr 129 Prezesa Rady Ministrów z 8 listopada 2007 r. w skład Komisji Weryfikacyjnej wchodzili: Piotr Bączek, Michał Bichniewicz, Artur Górecki, Jarosław Karwowski, Bartosz Kownacki, Maciej Lew-Mirski, Mariusz Marasek, Piotr Naimski, Leszek Pietrzak, Józef Wierzbowski, Tadeusz Witkowski, Piotr Woyciechowski.

Raport z prac komisji weryfikacyjnej został przetłumaczony na języki angielski i rosyjski, przy czym to ostatnie tłumaczenie wywołało skandal ze względu na autorkę tłumaczenia oraz na fakt publikacji tłumaczenia przed udostępnieniem oficjalnego raportu w języku polskim. Raport ten wywołał duże zainteresowanie także ze względu na ujawnienie danych osobowych agentów, które pracowały dla WSI w Iraku i Afganistanie.
Niezależnie od komisji weryfikacyjnej z Antonim Macierewiczem na czele, pracowała też Komisja Likwidacyjna w okresie od 22 lipca do 30 października 2006, która miała za zadanie inwentaryzację zasobów materialnych i osobowych WSI likwidowanych decyzją Sejmu RP. Komisja ta liczyła 24 osoby, w tym 15 żołnierzy czy pracowników WSI; na jej czele stał Sławomir Cenckiewicz, jego zastępcą był Piotr Woyciechowski, a funkcję sekretarza pełnił Filip Musiał z oddziału IPN w Krakowie. Pełny skład komisji oraz jej prace zostały jednak utajnione.
W 2022 roku  jeden z członków Komisji Likwidacyjnej WSI Tomasz L. został zatrzymany przez ABW pod zarzutem szpiegostwa na rzecz Rosji.